# Macromitrium koghiense
Macromitrium koghiense är en bladmossart som beskrevs av Thériot 1910. Macromitrium koghiense ingår i släktet Macromitrium och familjen Orthotrichaceae. Inga underarter finns listade i Catalogue of Life.